# Μ合金

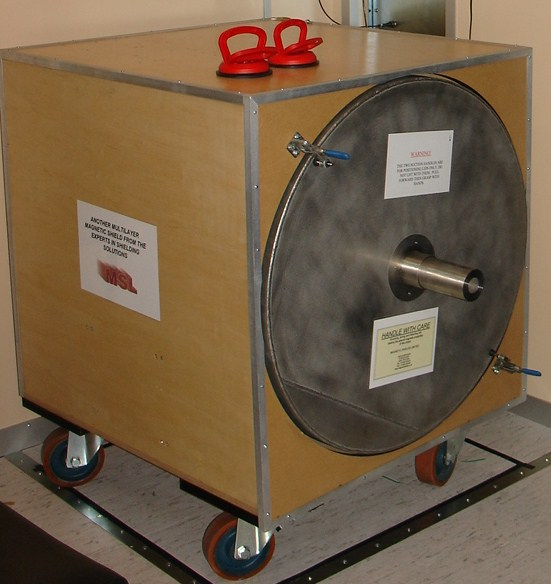
5层μ合金箱（减少地球磁场为其1500分之一）

μ合金是一种镍-铁合金（75%镍，15%铁，外加铜和钼），并有非常高的磁导率。